# Pelousey
Pelousey – miejscowość i gmina we Francji, w regionie Burgundia-Franche-Comté, w departamencie Doubs.
Według danych na rok 1990 gminę zamieszkiwały 902 osoby, a gęstość zaludnienia wynosiła 146 osób/km² (wśród 1786 gmin Franche-Comté Pelousey plasuje się na 184. miejscu pod względem liczby ludności, natomiast pod względem powierzchni na miejscu 711.).